# ژو چنگژیان
ژو چنگژیان (انگلیسی: Zhou Chengjian؛ زادهٔ ۱۹۶۶) کارآفرین و سرمایه‌دار اهل چین است.